# 반민규명법의 ‘친일반민족행위’ 사건
반민규명법의 ‘친일반민족행위’ 사건은 대한민국의 헌법재판소 판례이다.

## 사실관계
제청신청인은 일제시대에 중추원 참의로 활동하였는데 이는 반민규명법에 따라서 설치된 친일반민족행위반민규명위원회에 의해 친일행위로 결정되었다. 제청신청인은 이 결정에 대하여 서울행정법원에 그 취소를 구하는 행정소송을 제기하면서, 반민규명법 제2조 제9호 중 '조선총독부 중추원 참의로 활동한 행위' 부분이 위헌이라고 주장하면서 법원에 위헌법률심판제청신청을 하였고 법원은 이를 받아들여 이 사건 위헌법률심판제청을 하였다.

## 판단

### 제한되는 기본권
헌법 제10조로부터 도출되는 일반적 인격권에는 개인의 명예에 관한 권리도 포함되는바, 이 사건 법률조항에 근거하여 반민규명위원회의 조사대상자 선정 및 친일반민족행위결정이 이루어지면, 조사대상자의 사회적 평가가 침해되어 헌법 제10조에서 유래하는 일반적 인격권이 제한받는다. 사자의 경우에도 인격적 가치에 대한 중대한 왜곡으로부터 보호되어야 하고, 사자에 대한 사회적 명예와 평가의 훼손은 사자와의 관계를 통하여 스스로의 인격상을 형성하고 명예를 지켜온 그들의 후손의 인격권, 즉 유족의 명예 또는 유족의 사자에 대한 경애추모의 정을 침해한다.

### 목적의 정당성
헌법 전문에서 천명된 3.1운동의 정신과 대한민국 임시정부의 법통계승의 의미를 되살려 목적의 정당성이 인정되며 수단의 적합성 및 법익의 균형성도 인정된다. 조선총독부 중추원 참의로 활동한 행위라고 하더라도 예외 없이 친일반민족행위결정을 받는 것도 아닌 점, 조사대상자가 국내외에서 일제의 국권침탈을 반대하거나 독립운동에 참여 또는 지원한 사실이 있는 때에는 이러한 사실을 함께 조사하도록 하는 등 조사대상자 등의 불이익을 최소화하기 위한 장치를 마련하고 있기 때문에 피해의 최소성 원칙에도 위배되지 않는다.

## 참고 문헌
- 2010.10.28. 2007헌가23 [합헌]
- 정회철, 최근 5년간 중요 헌법재판소 판례